# Queen Street West
Queen St. West – jedna z dzielnic kanadyjskiego miasta Toronto, znajdująca się na zachód od University Avenue, sąsiadująca z Entertainment District oraz magistratem i Chinatown.
Ciąg sklepów i restauracji przyciąga głównie młodzież. W dzielnicy znajdują się sklepy wielu młodych projektantów mody alternatywnej. Stoiska na ulicy sprzedają np. biżuterię do piercingu. W atmosferę wpisuje się sklep z setkami prezerwatyw z całego świata – Condom Shack, czy bar z dziesiątkami motocykli Harley-Davidson zaparkowanych na chodniku.
Główna ulica jest czasami zamykana w celu organizacji pokazów mody. W dzielnicy odbywa się pod koniec września jeden z największych na świecie ulicznych festynów książek The Word on the Street, na który rokrocznie ściąga ponad 130.000 czytelników. Na ulicy są także tablice z nazwiskami sławnych autorów, którzy brali udział w International Festival of Authors (pod koniec października).
W centrum dzielnicy, na 299 Queen St. West mieści się telewizja City TV, zajmująca bogato zdobiony historyczny budynek Wesley Building (Ryerson Press) z 1913.
W okolicach Bellwood Park, do niedawna zaniedbanych, znajdują się obecnie galerie sztuki, restauracje i kawiarnie. W okolicach znajduje się alternatywna (do bardziej „turystycznej” Church St.) dzielnica gejów. Jeszcze bardziej na zachód, w okolicach Dundas St. znajduje się tzw. Portugal Village.